# سرزمین زامبی‌ها: شلیک نهایی
سرزمین زامبی‌ها: شلیک نهایی (انگلیسی: Zombieland: Double Tap) یک فیلم آمریکایی در ژانر پسارستاخیزی کمدی به کارگردانی روبن فلیشر است که در سال ۲۰۱۹ اکران شد. شلیک نهایی، دنباله‌ای بر فیلم سرزمین زامبی‌ها (۲۰۰۹) است و جسی آیزنبرگ، وودی هارلسون، اما استون، ابیگیل برسلین همگی نقش‌های خود در قسمت اول را در اینجا نیز تکرار کرده و زوئی دویچ، رزاریو داوسون و لوک ویلسون به عنوان بازیگران جدید به گروه اضافه شده‌اند. داستان فیلم، ده سال پس از رویدادهای قسمت نخست رخ می‌دهد، جایی که چهار قهرمان داستان بعد از سفر خود به واشینگتن با مشکلات پیش‌بینی نشده مواجه می‌شوند.
شلیک نهایی در ۱۱ اکتبر سال ۲۰۱۹ توسط کلمبیا پیکچرز منتشر شد. فیلم با واکنش عموماً مثبتی از سوی منتقدان مواجه شد که فیلم را «بامزه» و «سرگرم‌کننده» توصیف کردند.